# العلاقات الموريشيوسية النيبالية
العلاقات الموريشيوسية النيبالية هي العلاقات الثنائية التي تجمع بين موريشيوس ونيبال.

## مقارنة بين البلدين
هذه مقارنة عامة ومرجعية للدولتين:
| وجه المقارنة                                              | موريشيوس                 | نيبال                             |
| --------------------------------------------------------- | ------------------------ | --------------------------------- |
| المساحة (كم2)                                             | 2.04 ألف                 | 147.18 ألف                        |
| عدد السكان (نسمة)                                         | 1.26 مليون               | 29.40 مليون                       |
| الكثافة السكانية (ن./كم²)                                 | 617.65                   | 199.76                            |
| العاصمة                                                   | بورت لويس                | كاتماندو                          |
| اللغة الرسمية                                             | لغة إنجليزية، لغة فرنسية | اللغة النيبالية                   |
| العملة                                                    | روبي موريشي              | روبية نيبالية                     |
| الناتج المحلي الإجمالي (بليون دولار)                      | 13.34 مليار              | 24.47 مليار                       |
| الناتج المحلي الإجمالي (تعادل القوة الشرائية) بليون دولار | 25.36 مليار              | 70.20 مليار                       |
| الناتج المحلي الإجمالي الاسمي للفرد دولار أمريكي          | 9.25 ألف                 | 743                               |
| الناتج المحلي الإجمالي للفرد دولار أمريكي                 | 18.59 ألف                | 2.37 ألف                          |
| مؤشر التنمية البشرية                                      | 0.777                    | 0.548                             |
| رمز المكالمات الدولي                                      | +230                     | +977                              |
| رمز الإنترنت                                              | .mu                      | .np                               |
| المنطقة الزمنية                                           | ت ع م+04:00              | UTC+05:45، التوقيت الموحد لنيبال ‏ |

## منظمات دولية مشتركة
يشترك البلدان في عضوية مجموعة من المنظمات الدولية، منها:
| علم المنظمة | اسم المنظمة                               | تاريخ انضمام موريشيوس | تاريخ انضمام نيبال |
| ----------- | ----------------------------------------- | --------------------- | ------------------ |
|             | مؤسسة التنمية الدولية                     | 23 سبتمبر 1968        | 6 مارس 1963        |
|             | يونسكو                                    | 25 أكتوبر 1968        | 1 مايو 1953        |
|             | مؤسسة التمويل الدولية                     | 23 سبتمبر 1968        | 7 يناير 1966       |
|             | منظمة حظر الأسلحة الكيميائية              | ?                     | ?                  |
|             | الأمم المتحدة                             | 24 أبريل 1968         | 14 ديسمبر 1955     |
|             | منظمة الشرطة الجنائية الدولية             | ?                     | ?                  |
|             | البنك الدولي للإنشاء والتعمير             | 23 سبتمبر 1968        | 6 سبتمبر 1961      |
|             | الاتحاد البريدي العالمي                   | ?                     | ?                  |
|             | المركز الدولي لتسوية المنازعات الاستشارية | 2 يوليو 1969          | 6 فبراير 1969      |
|             | وكالة ضمان الاستثمار متعدد الأطراف        | 28 ديسمبر 1990        | 9 فبراير 1994      |
|             | منظمة التجارة العالمية                    | ?                     | ?                  |
|             | الفريق المعني برصد الأرض                  | ?                     | ?                  |

## وصلات خارجية
- موقع وزارة الخارجية النيبالية